# Gavāreshgān
Gavāreshgān (persiska: گوارشگان, Gavāreshkan) är en ort i Iran.   Den ligger i provinsen Khorasan, i den nordöstra delen av landet, 700 km öster om huvudstaden Teheran. Gavāreshgān ligger 1 282 meter över havet och antalet invånare är 138.
Terrängen runt Gavāreshgān är kuperad norrut, men söderut är den platt. Runt Gavāreshgān är det ganska glesbefolkat, med 38 invånare per kvadratkilometer. Närmaste större samhälle är Cham Gard, 4,4 km sydväst om Gavāreshgān. Omgivningarna runt Gavāreshgān är i huvudsak ett öppet busklandskap.